# إف. أو. ماتيسن
إف. أو. ماتيسن (بالإنجليزية: Francis Otto Matthiessen)‏ هو مؤرخ وصحفي أمريكي، ولد في 19 فبراير 1902 في باسادينا في الولايات المتحدة، وتوفي في 1 أبريل 1950 في بوسطن في الولايات المتحدة بسبب سقوط.

## وصلات خارجية
- إف. أو. ماتيسن على موقع الموسوعة البريطانية (الإنجليزية)
- إف. أو. ماتيسن على موقع إن إن دي بي (الإنجليزية)